# 布氏鉛筆魚
布氏鉛筆魚（学名：Nannostomus britskii），為輻鰭魚綱脂鯉目脂鯉亞目鱂脂鯉科的其一種，分布於南美洲巴西Aripuana河流域，體長可達2.4公分，棲息中底層水域，生活習性不明。